# سافاتاج
 سافاتاج (بالإنجليزية: Savatage)‏ هي فرقة هيفي ميتال أمريكية تأسست على يدي الأخوين جون أوليفا وكريس أوليفا عام 1978 في ولاية فلوريدا. شهدت الفرقة أوج نجاحها في الفترة بين 1987 الذي أطلقت فيه ألبوم «قاعة ملك الجبل Hall of the Mountain King» و1993 الذي شهد إصدار ألبوم «حافة الشوك Edge of Thorns» وهو العام نفسه الذي توفي فيه عازف الإيتار وأحد الأخوين المؤسسين كريس أوليفا. ساهم في تطوير سافاتاج «بول أونيل» الذي أصبح المنتج وكاتب الكلمات الرئيسي للفرقة منذ 1986، خصوصاً مع انتهاج الفرقة أسلوب الروك الأوبرالي.

## السنوات الأولى(1978 - 1986)
قام كل من جون أوليفا وكريس أوليفا بتأسيس فرقة «أفاتار» عام 1978 التي استمرت خمس سنوات تعرفا خلالها على عازف الدرمز ستيف واتشولز وعازف الغيتار البيس كيث كولينز الذين انضما للفرقة، وأقاموا حفلاً موسيقياً في موقف سيارات أحد المولات في مدينة كليرووتر بولاية فلوريدا أدوا خلالها أغنية «هولوكوست» التي أدرجت لاحقاً ضمن ألبومهم الأول. أصدروا في عام 1983 ألبوم  «مدينة تحت السطح City Beneath the Surface»، وما لبث أن تغير اسم الفرقة في العام نفسه إلى اسمه الحالي «سافاتاج» لأسباب قانونية ، وجاء الاسم دمجاً لكلمتي «سافاج» والاسم الأول للفرقة «أفاتار».

في العام نفسه الذي تغير فيه اسم الفرقة، أطلقت سافاتاج ألبوم «سيرنز Sirens» الذي كان أقرب إلى الديث ميتال بأسلوبه الموسيقي، وحتى مضمون أغنيته الرئيسية «سيرنز» المستوحاة من كائنات السيرانة الأسطورية في الميثولوجيا الإغريقية. وفي العام التالي 1984 ظهر للفرقة ألبوم «الزنزانات تنادي The Dungeons Are Calling»، وكان الألبومين من إصدار «بار ريكوردس».

في عام 1985 وقعت سافاتاج مع «أتلانتك ريكوردس» عقداً أصدرت من خلاله ألبومي «قدرة الليل Power of the Night» و«صراع من أجل الروك Fight for the Rock» في عامي 1985 و1986 على التوالي. في هذه الأثناء ترك «كيث كولينز» الفرقة لينضم إليها جوني لي ميديلتون كعازف البيس غيتار، الذي استمر كعضو رئيسي بالفرقة حتى إصدار آخر ألبوم لها، وكان أول ظهور له في ألبوم «قاعة ملك الجبل» الذي صدر عام 1987 والذي شهد ميلاد المرحلة الأكثر أهمية في تاريخ سافاتاج.

## العصر الذهبي(1987 - 1993)
يعتبر ألبوم «قاعة ملك الجبل Hall of the Mountain King» الذي صدر عام 1987 أول نجاح فعلي لسافاتاج ، حيث بنى للفرقة قاعدة شعبية وفي الوقت ذاته حقق مردوداً مادياً عالياً من مبيعاته. قامت الفرقة بتصوير الأغنية الرئيسية في الألبوم (أغنية العنوان) وتم عرضها بكثافة على شاشة إم تي في في برنامجها المتخصص بالهارد روك «هيدبانغرز بول Headbangers Ball»، كما أتبعها تصوير فيديو ثان وهو أغنية «قبل 24 ساعة 24Hours Ago». وكانت سافاتاج قد بدأت باستخدام آلات سيمفونية، إضافة إلى آلاتها الرئيسية التقليدية في موسيقى الروك، في هذا الألبوم مما أضاف طابعاً جديداً لموسيقى الفرقة والذي تأثر بدخول «بول أونييل» ككاتب كلمات ومنتج. اختمر هذا التحول في الطابع الموسيقي بألبوم سافاتاج التالي "Gutter Ballet" في عام 1989، والذي أصبح يميل بوضوح للبروجريسف ميتال، وكان نتيجة لتأثر جون أوليفا بمشاهدة عرض شبح الأوبرا الموسيقي في تورنتو. 

كان لإشراك بول أونييل لكريس كافيري كعازف غيتار ثان مع كريس أوليفا تأثيره في إضفاء عمق للأجزاء الموسيقية الطويلة التي تنوع فيها الريثم عوضاً عن الدارج في الهيفي ميتال الكلاسيكي والمتمثل في سولو يرافق إيقاع بور كوردس رتيب. جيوف أورينز، في عرضه لألبوم "Gutter Ballet"، أشار  إلى استخدام البيانو الذي أبرز جانباً صوتياً كئيباً في أغان كأغنية العنوان وأغنية «عندما تذهب الحشود When the Crowds are Gone». في هذا الألبوم أيضاً استخدمت سافاتاج لأول مرة الروك الأوبرالي بشكل جزئي، متمثلاً في ثلاثية «لك ذهنياً Mentally Yours» - «مطر الصيف Summer's Rain» - «خلط الثورازين Thorazine Shuffle»، وهي قصة يصفها جون أوليفا بالخيالية إلا أنها تماثل أحداثاً تتكرر في أمريكا. تدور القصة حول صبي يدعى «تيمي» الذي تكثر المشاكل بينه وبين والدته ويهجره والده فيهرب بعيداً مع صاحبته، إلا أنه وبسبب معاناته في طفولته تتفاقم مشكلاته النفسية فيبدأ بضرب رفيقته ويسيء معاملتها. في الجزء الثاني من الثلاثية يكتشف «تيمي» خيانة رفيقته له فيفقد صوابه وتتدهور صحته النفسية، وينتهي به المطاف في مصح عقلي بعد أن هجرته. الجزء الثالث يصور هلوسات «تيمي» أثناء أخذه جرعات مخدر الثورازين لتبقيه هادئاً خلال وجوده في المصح.

في عام 1991 صدر أول ألبوم روك أوبرا لسافاتاج بعنوان «شوارع Streets»، والذي يحكي قصة صعود وسقوط نجم الروك «دي تي جيسس» في مدينة نيويورك. القصة في الأصل تعود لكتاب لبول أونييل كتبه في عام 1979 ولم يشأ نشره في ذلك الحين، حتى قرأه كريس أوليفا واقترح أن يكون الأساس لقصة ومفهوم ألبومهم القادم، وقد اعتٌبر أن القصة مصادفةً هي مرآة لواقع جون أوليفا. وهو آخر عمل يشارك فيه جون غنائياً مع سافاتاج حتى عودته في ألبوم «شعراء ومجانين Poets and Madmen» عام 2001. استغرق إنتاج الألبوم عاماً كاملاً وقامت بتوزيعه «أتلانتس ريكوردس». 

كان ألبوم سافاتاج التالي هو آخر عمل لعازف الإيتار والمؤسس كريس أوليفا قبل وفاته، وهو في الوقت ذاته أول ألبوم لزاكري ستيفنس كمغن مع الفرقة. صدر «حافة الشوك Edge of Thorns» في عام 1993، وظهر أسلوبه الموسيقي مائلاً أكثر إلى الهيفي منه إلى البروجريسيف. في عرضه للألبوم، وصفه موقع أمازون بأنه آخر إبداعات كريس أوليفا. استعملت «إم تي في» مقطع البيانو في مستهل الألبوم ببرنامجها «العالم الحقيقي: سان فرانسيسكو The Real World San Francisco».

## أعضاء الفرقة

### الأعضاء الحاليون
- جون أوليفا - (غناء، بيانو وكيبورد) أحد مؤسسي الفرقة، رافقها منذ التأسيس وحتى صدور آخر ألبوم. بالإضافة لكونه المغني الرئيسي حتى 1993، ساهم جون بكتابة الأغاني وكان عازف الكيبورد الأساسي. شارك أيضاً في أدوار البيس غيتار والدرمز في إحدى مراحل الفرقة المبكرة. في عام 2003 أسس فرقته الخاصة «جون أوليفا بين Jon Oliva's Pain» والتي أصدرت ثلاث ألبومات حتى عام 2008.
- زاكاري ستيفينز - (مغني أساسي) بدأ مسيرته الفنية بالغناء مع فرقة «ويكد ويتش Wicked Witch»، ثم التحق بسافاتاج كمغن رئيسي عام 1993 وكان أول عمل له هو ألبوم «حافة الشوك» وحتى عام 2000. أسس فرقته الخاصة «سيركل تو سيركل Circle II Circle» عام 2002، واحتفظ بعلاقاته مع سافاتاج، وظهر مع أعضاءها الآخرين في مشروع «ترانس سيبيريان أوركسترا».
- كريس كافيري - (غيتار) بدأ العزف على الإيتار مبكراً والتحق بفرقة «بليتزكريغ Blitzkrieg» في سن الثالثة عشر، كما قام ببعض التسجيلات الفردية والعزف في نوادي نيو جيرسي حتى التحق بسافاتاج خلال جولتهم الموسيقية بين 1987 و1988. استمر بعدها بالتناوب على الظهور مع سافاتاج وأعماله الأخرى التي تضمنت عمله مع شقيقه في فرقة «ويتش دكتور Witchdoctor» ومع جون أوليفا في مشروع «دكتور بوتشر Doctor Butcher». بعد موت كريس أوليفا، انضم إلى سافاتاج كعازف غيتار أساسي مع «أل بيتيلي» ليستمر حتى ألبومهم الأخير.[9]
- أل بيتريلي - (غيتار) بدأ حياته الفنية بتدريس الإيتار في مانهاتن، نيويورك.كان ظهوره الأول مع مايكل بولتون في أغنية في أغنية «لعبة الأحمق Fool's Game»، ثم أصبح عازف الإيتار في فرقة أليس كوبر في الفترة بين 1989 و1991، وعمل بعدها مع عدة فرق أخرى في منتصف التسعينيات منها «دي سنايدر Dee Snider» و«فيرتكس Vertex» و«آسيا Asia». في عام 1995 انضم لسافاتاج ليستمر مع الفرقة في ألبوماتها الثلاثة اللاحقة. ترك سافاتاج لينضم لميغاديث في عام 2000.
- جوني لي ميديلتون - (بيس غيتار) بدأ حياته الفنية بتأسيس فرقة «ماريا» مع أصدقائه في المدرسة الثانوية في منطقة سان بيترسبيرغ بولاية فلوريدا، حيث كان يقيم حفلات موسيقية في تلك المرحلة. انضم بعد تخرجه من الثانوية لعدد من الفرق المحلية من بينها «ليفتي Lefty» التي كانت معروفة آنذاك في نوادي المنطقة.[10] في عام 1985 انضم لسافاتاج بعد أن كان قد رفض عرضاً من الفرقة سابقاً، وكان ستيف واتشولز هو من اقترح الضمام جوني بعد أن شاهد عروضه مع فرقة «ليفتي» وأعجب بأداءه. استمر جوني مع سافاتاج حتى النهاية، وشارك كالآخرين من أعضاء الفرقة بالظهور في مشروع «ترانس سيبيريان أوركسترا». في عام 2011، أسس فرقة «بيغ شوتر Big Shooter».
- جيف بليت - درمز

### أعضاء سابقون
- كريس أوليفا - غيتار
- ستيف واتشولز - درمز
- كيث كولينز - بيس غيتار
- أليكس سكولنيك - غيتار

## ألبومات
- (Sirens (1983
- (The Dungeons Are Calling (1984
- (Power of the Night (1985
- (Fight for the Rock (1986
- (Hall of the Mountain King (1987
- (Gutter Ballet (1989
- (Streets: A Rock Opera (1991
- (Edge of Thorns (1993
- (Handful of Rain (1994
- (Dead Winter Dead (1995
- (The Wake of Magellan (1998
- (Poets and Madmen (2001

## روابط خارجية
- سافاتاج على موقع ميوزك برينز (الإنجليزية)
- سافاتاج على موقع أول ميوزيك (الإنجليزية)
- سافاتاج على موقع ديسكوغز (الإنجليزية)